# Agathosma serratifolia
Agathosma serratifolia là một loài thực vật có hoa trong họ Cửu lý hương. Loài này được (Curtis) Spreeth mô tả khoa học đầu tiên năm 1976.